# Marcianópolis
Marcianópolis (en griego: Μαρκιανούπολις) fue una antigua ciudad romana de la provincia de Tracia. Estaba localizada en el sitio que hoy ocupa la ciudad de Devnya, Bulgaria.

## Historia

Invasiones góticas (250-251).

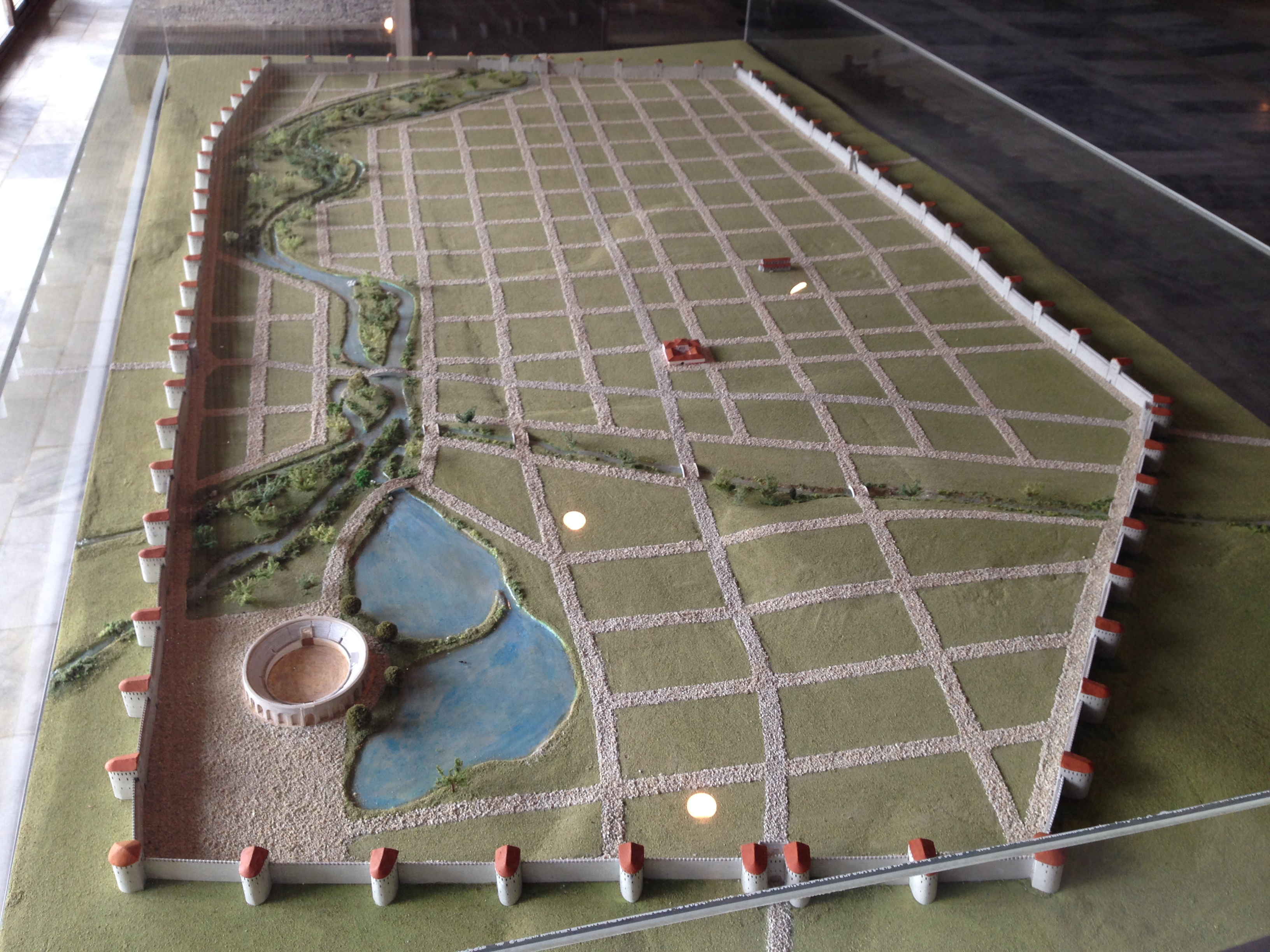
Reconstrucción de la ciudad de Marcianopolis.

Trajano, el emperador romano, renombró la antigua ciudad de Partenópolis después de la Segunda Guerra Dacia, que terminó en el año 106. La ciudad fue nombrada en honor de la hermana de Trajano, Ulpia Marciana Fue un importante centro estratégico y formó parte de la Tracia romana hasta 187–193 y luego perteneció a la Moesia inferior. La prosperidad de Marcianópolis bajo la dinastía Severa terminó por una incursión de los godos en 248– 249 y por las posteriores invasiones bárbaras desde el norte. Los romanos repelieron otro ataque godo en 267 o 268, durante el reinado de Galieno.
Durante el mandato del emperador Diocleciano, Marcianópolis se convirtió en el centro de la provincia de Moesia Secunda de la diócesis de Tracia y fue reconstruida completamente a finales del siglo III y principios del IV. Creció en importancia a costa de su cercanía con Odessos (Varna) en el siglo IV. La ciudad fue un importante centro episcopal y una basílica de esa época fue encontrada en unas excavaciones en el siglo XX. Durante el conflicto del emperador Valente con los godos (366-369), Marcianópolis fue capital temporal del imperio y la ciudad más grande de Tracia, según una fuente de la época. En 447, fue destruida por los hunos con Atila al mando, inmediatamente después de la sangrienta batalla del río Utus.
El emperador Justiniano I la restauró y la fortificó. En 587, fue saqueada por el rey de los ávaros y de inmediato retomada por los bizantinos. El ejército bizantino se acuarteló allí en 596 antes de cruzar el Danubio para asaltar a los ávaros. A pesar de los ataques regulares de los bárbaros, Marcianópolis siguió siendo un importante centro hasta que ataque de ávaro finalmente la destruyó entre 614–615, aunque continuó mencionándose en los mapas hasta mucho más tarde.

## Restos arqueológicos

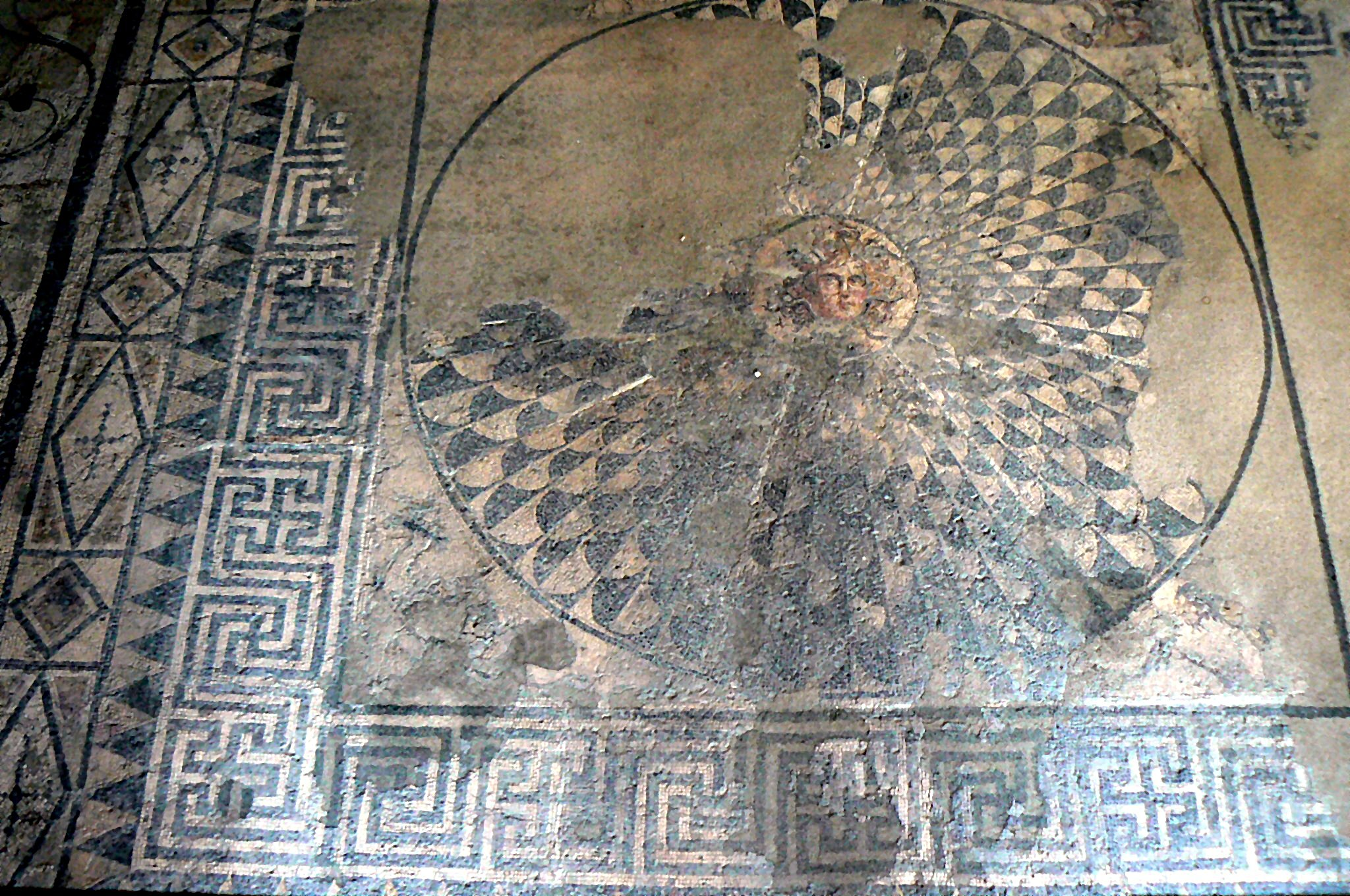
Mosaico de la gorgona Medusa en el Museo de los Mosaicos en Devnya.

Cuando los eslavos se establecieron en los Balcanes en el siglo VII, llamaron Devina a las ruinas de la antigua ciudad. De la antigua Marcianópolis sobreviven un anfiteatro del que quedan cimientos elipsoidales y radiales, varias calles y diferentes mosaicos como los de la "Casa de Antíope", una villa de finales del siglo II o principios del IV, que se exponen en el Museo de los Mosaicos de Devnya, o pueden verse in situ.
En la necrópolis se descubrieron en 1986 dos estelas funerarias de gladiadores con epitafios escritos en griego: la del secutor Markianus, que luchó dos veces, y la de otro secutor, Smaragdos, probablemente un seudónimo de un luchador que evocaba una gema, la esmaragdita, de color verde esmeralda, que murió en su vigésimo combate.

## Numismática
.

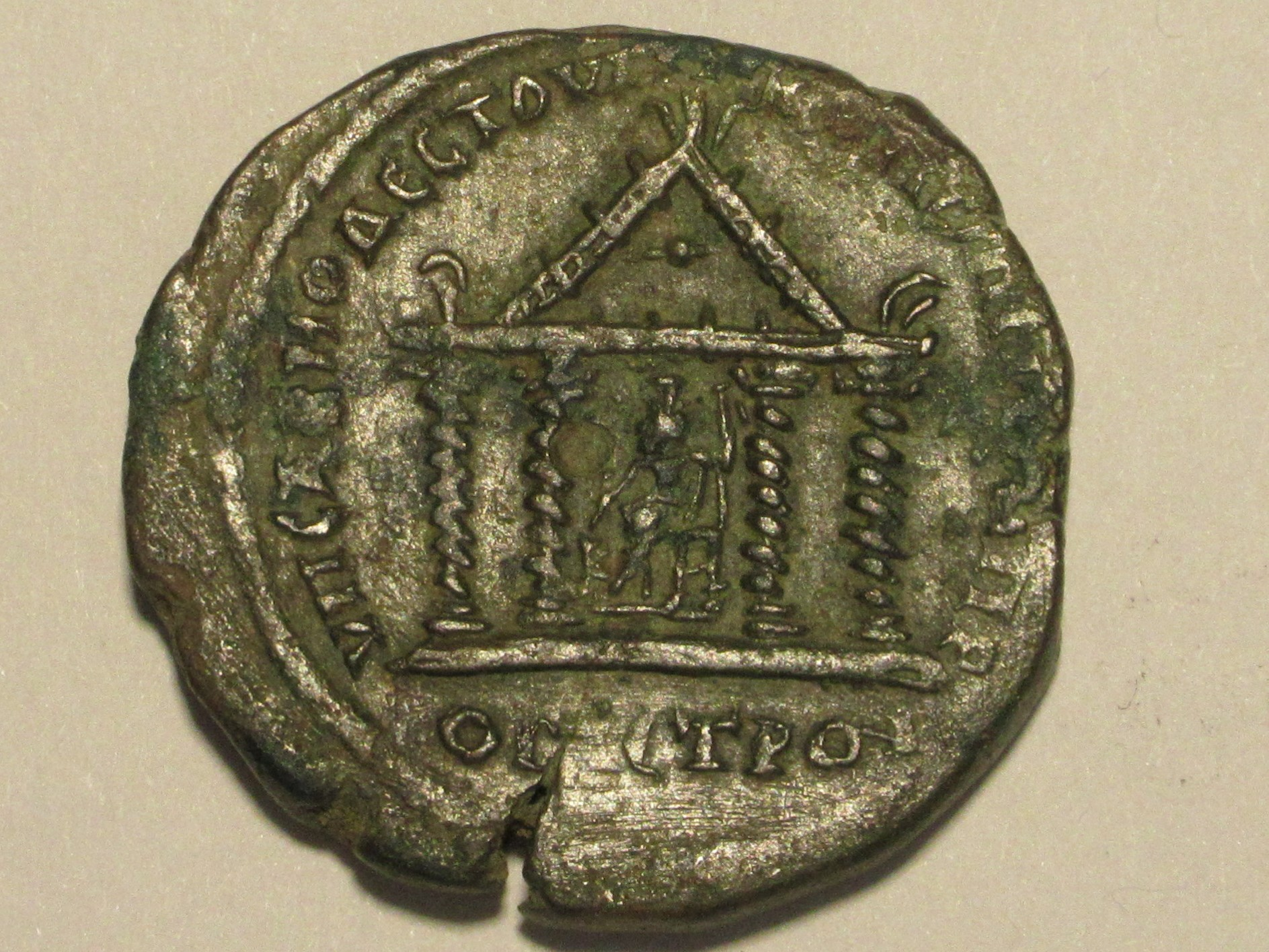
Templo de Sarapis, moneda acuñada bajo Gordiano III

Al igual que otras ciudades de Mesia y Tracia, Marcianópolis disponía de una ceca provincial que acuñó un gran número de monedas de bronce con las efigies de los emperadores reinantes, leyendas en griego y el nombre del gobernador provincial. Algunas de estas monedas emitidas localmente atestiguan la existencia de un templo dedicado a Serapis y de una puerta monumental de la ciudad en forma de arco de triunfo.